# Hospital La Portada
El Hospital Municipal de La Portada es uno de los 12 centros de atención en salud más importantes en la ciudad de La Paz, sede de gobierno de Bolivia. El Hospital fue inaugurado en diciembre de 2016 y se estima que  atiende un área que alcanza una población de medio millón de habitantes entre las ciudades de La Paz y El Alto. Está catalogado como de segundo nivel en la red de hospitales.

## Servicios
Entre las especialidades que ofrece se encuentran servicios propios de un hospital de segundo nivel, pero adicionalmente cuenta con otros que corresponden a hospitales de tercer nivel:
- Medicina General
- Medicina Interna
- Medicina Familiar
- Neumología
- Cirugía general
- Ginecología – Obstetricia
- Pediatría
- Traumatología
- Urología
- Cardiología
- Odontología
- Fisioterapia
- Nutrición
- Psicología
- Trabajo social
- Citología
- Terapia Intermedia
- Ortopedia

### Emergencias
- Laboratorio
- Farmacia

## Centro centinela
Durante 2020 se designó a este centro como centinela durante la pandemia de COVID-19.